# Janów (gmina Tarłów)
Janów – wieś sołecka w Polsce położona w województwie świętokrzyskim, w powiecie opatowskim, w gminie Tarłów.
| SIMC    | Nazwa      | Rodzaj    |
| ------- | ---------- | --------- |
| 0808357 | Przymiarki | część wsi |

W latach 1975–1998 miejscowość należała administracyjnie do województwa tarnobrzeskiego.
Wierni kościoła rzymskokatolickiego należą do parafii św. Mikołaja Biskupa w Zemborzynie.